# Dicrotendipes niveicauda
Dicrotendipes niveicauda är en tvåvingeart som först beskrevs av Jean-Jacques Kieffer 1921.  Dicrotendipes niveicauda ingår i släktet Dicrotendipes och familjen fjädermyggor. Inga underarter finns listade i Catalogue of Life.